# Hericium erinaceus
Hericium erinaceus (também chamado de cogumelo juba de leão, yamabushitake (= 'cogumelo sacerdote da montanha'), bearded tooth fungus e bearded hedgehog ) é um cogumelo comestível.  Nativo da América do Norte, Europa e Ásia, pode ser identificado pelos seus longos espinhos (mais longos que 1 centímetro), ocorrência em madeiras nobres e tendência a desenvolver um amontoado de "espinhos". O corpo frutífero pode ser colhido para fins culinários.
Hericium erinaceus pode ser confundido com outras espécies de Hericium, que crescem na mesma área. Na natureza, estes cogumelos são mais comuns no final do verão, e caem de árvores de madeira nobre. Geralmente H.erinaceus é considerado saprofítico, pois se alimenta principalmente de árvores mortas.  Também pode ser encontrado em árvores vivas, portanto pode ser um parasita de árvores. 

## Descrição
Os corpos frutíferos de H. erinaceus são tubérculos bulbosos grandes e irregulares. Eles possuem de 5 a 40cm de diâmetro,  e possuem aparência de "espinhos aglomerados", tendo de 1 a 5cm de largura.  
Os basídios medem aproximadamente 5–7 µm de largura e 25-40 µm de comprimento contendo 4 esporos. Os esporos são amiloides e brancos, a forma do esporo é descrita como subglobosa(formato de casco de tartaruga) ou também como elipsóide, a superfície dos esporos são lisas a finamente rugosas.  

### Desenvolvimento
Os corpos frutíferos de H. erinaceus são produzidos anualmente principalmente de agosto a novembro na Europa.  Foi observado que H. erinaceus poderia frutificar intermitentemente por 20 anos na mesma árvore morta. A hipótese é que H. erinaceus pode sobreviver por 40 anos. 
O crescimento dos micélios monocarióticos de H. erinaceus é mais lento do que o das células dicarióticas, e apenas uma proporção relativamente pequena de culturas monocarióticas forma corpos frutíferos. Os corpos frutíferos dicarióticos são maiores que os corpos frutíferos monocarióticos.   Estes esporos podem permanecer consumíveis por mais de sete anos e ser armazenados em condições anaeróbicas. A germinação dos clamidósporos requer 30 a 52 horas, com uma taxa de sucesso de germinação de 32 a 54%. 
A produção de esporos é maior ao meio-dia, em resposta ao aumento da temperatura e à diminuição da umidade relativa. Uma tendência diária de diminuição da humidade relativa pode promover a esporulação, mas uma humidade relativa demasiado baixa não promoverá a produção global de esporos. 

## Etimologia
O nome de origem do Latim, "Hericium", quanto o nome da espécie Erinaceus significam 'ouriço' em latim . Isto também se reflete no nome alemão, Igel-Stachelbart (literalmente, 'cavanhaque ouriço') e alguns de seus nomes comuns em inglês, como bearded hedgehog e hedgehog mushroom. 
É conhecido no Japão como yamabushitake ( Kanji :山伏茸, Katakana :ヤマブシタケ) em referência aos yamabushi ou ascetas montanhosos da religião sincretista conhecida como Shugendo ; enquanto em chinês é conhecido como hóutóugū (chinês tradicional: 猴頭菇, chinês simplificado: 猴头菇) que significa "cogumelo cabeça de macaco", e no ocidente é conhecido como cogumelo juba de leão . 

## Distribuição e habitat
As espécies de Hericium podem ser encontradas em todo o hemisfério norte.  H. erinaceus tem sido usado na medicina tradicional chinesa há séculos. Sua produção é difundida na Ásia e é realizada através de métodos de produção extensivos, utilizando principalmente toras e tocos de árvores. 
Apesar da sua maior prevalência na Ásia, o H. erinaceus foi descrito cientificamente pela primeira vez na América do Norte . Sua produção ali ocorre apenas em pequena escala. A maior parte é produção intensiva em ambientes fechados, com apenas alguns pequenos locais ao ar livre onde o cultivo de toras é praticado. 
Embora H. erinaceus seja nativo da Europa, foi incluído na lista vermelha em 13 países europeus devido à má germinação e estabelecimento. É capaz de suportar temperaturas bem frias. 

## Cultivo
As variedades de fungos compreendem seleção clonal uma única colônia fúngica.  Estes cogumelos crescem nas selvas da América do Norte, Europa e Ásia, embora haja pesquisas científicas consideráveis sobre eles, não são comumente produzidos industrialmente. 

### Requisitos de substrato
Como um cogumelo saprófito, que se alimenta de madeira morta, H. erinaceus necessita de substratos adequados, incluindo fontes adequadas de carbono e nitrogênio, um certo valor de pH e uma relação carbono/nitrogênio ideal.  
Muitos substratos diferentes foram usados com sucesso para cultivar este fungo. Dependendo do tipo de cultivo, o substrato pode ser sólido (troncos de árvores artificiais) ou líquido (cultivo por imersão e cultivo por imersão profunda).
O substrato sólido que é mais usado com cogumelos desta espécie  é a serragem de árvores de madeira nobre ou coníferas que contem variados complementos para o substrato que podem incluir farelo de trigo, palha de trigo, farelo de soja, fubá de milho, farelo de arroz, e palha de arroz. Por exemplo, troncos deste cogumelo crescem em substratos de serragem como o de farelo de trigo (20%), grão de centeio (25%), farelo de soja (7%), farelo de soja (10%) ou farinha de carne-osso (6% ). 
Um exemplo de uma composição de substrato líquido pode ser glicose como fonte de carbono, farelo de soja, farelo de milho e farelo de trigo como fonte complexa de nitrogênio.  O valor de pH mais adequado para um bom crescimento do H. erinaceus varia de 5,0 a 9,0, sendo o pH 6,0 o ideal. 

### Requisitos climáticos
Hericium erinaceus é um fungo ou cogumelo que requer um ambiente úmido de 85-90% de umidade relativa para crescer.  A temperatura de incubação mais adequada para o crescimento micelial de H. erinaceus foi de 25 °C,  e a temperatura ótima para o crescimento vegetativo foi de 26 °C.  H. erinaceus não consegue crescer com potencial hídrico inferior a -5 Mpa. 

### Técnicas
O cultivo artificial de H. erinaceus foi relatado pela primeira vez na China em 1988.  Normalmente o cultivo é feito com toras artificiais, garrafas e sacos de polipropileno. No entanto, este tipo de cultivo artificial não é adequado para produção industrial devido aos baixos rendimentos e aos longos ciclos de cultivo. 

## Culinária

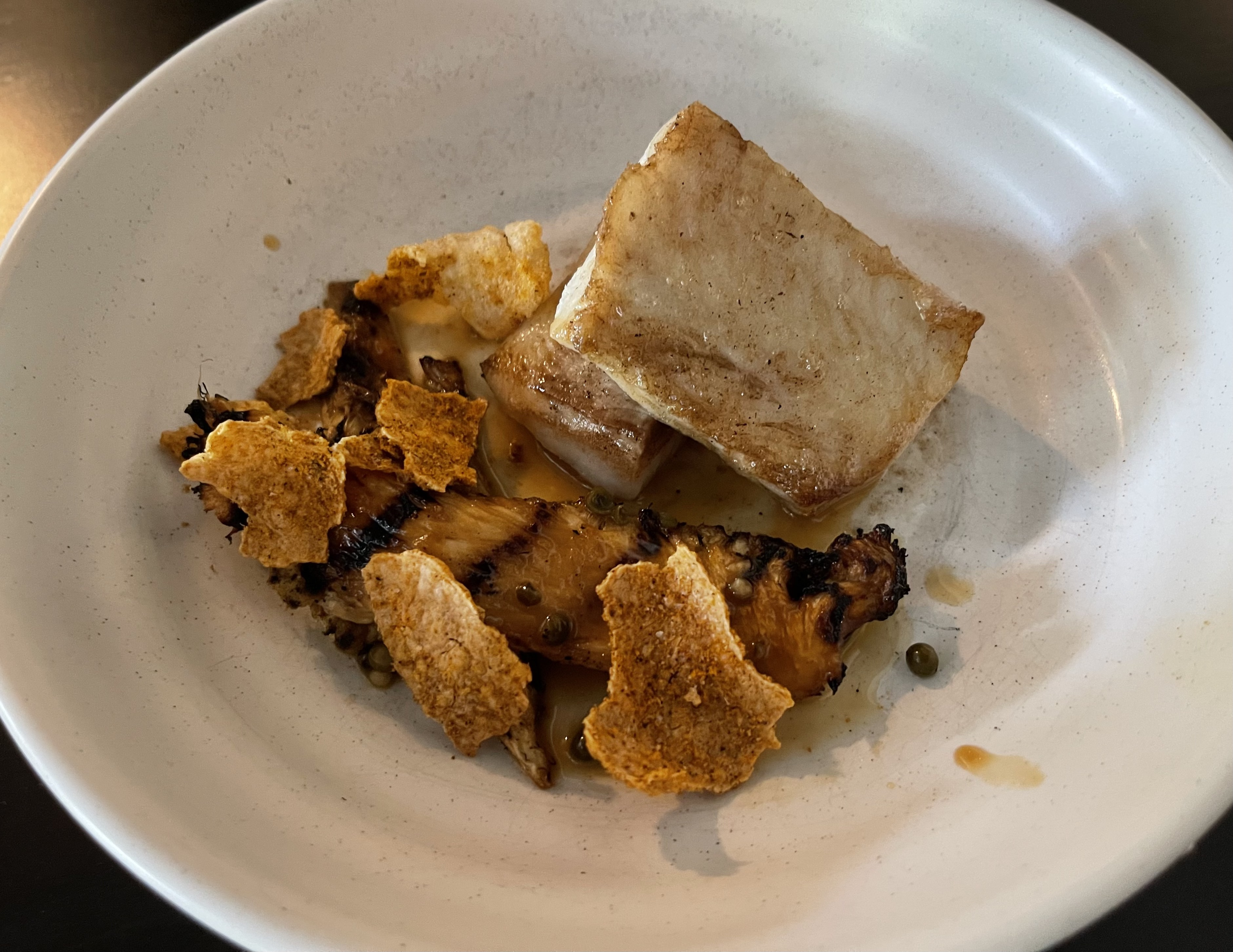
Bacalhau com Hericium erinaceus grelhado

H. erinaceus é um cogumelo que produz corpos frutíferos comestíveis e saborosos que são utilizados como alimento e na medicina tradicional  , sendo bastante comum na culinária gourmet, e os exemplares que estão mais frescos são os mais apreciados.  Juntamente com os cogumelos shiitake ( Lentinus edodes ) e ostra ( Pleurotus ostreatus ), H. erinaceus é usado como uma especiaria quando misturado em receitas.  
O corpo do cogumelo Hericium erinaceus contêm 57% de carboidratos (8% como fibra alimentar ), 4% de gordura e 22% de proteína . 

## Galeria

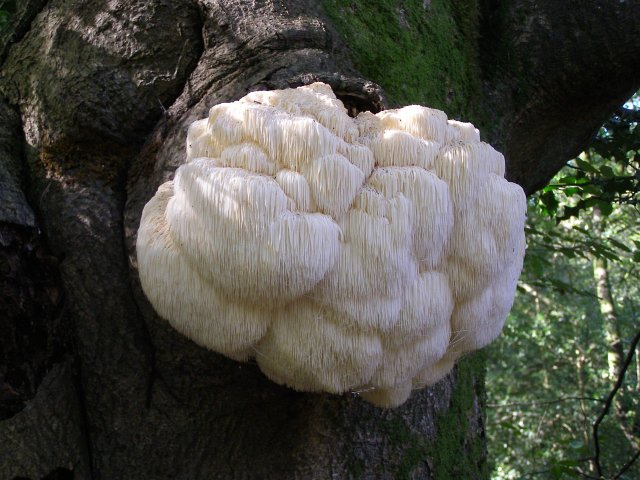
H. erinaceus em uma árvore
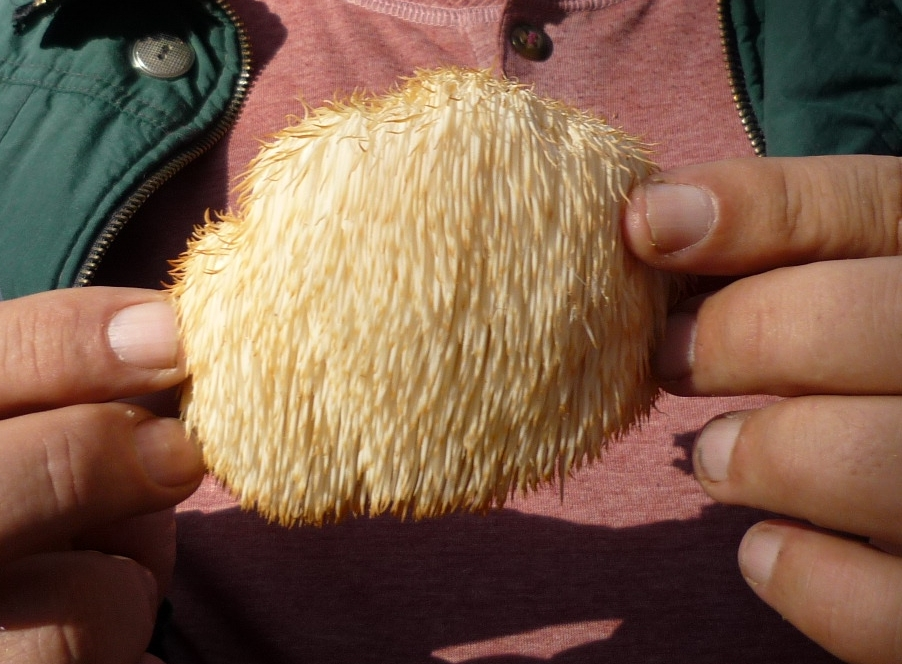
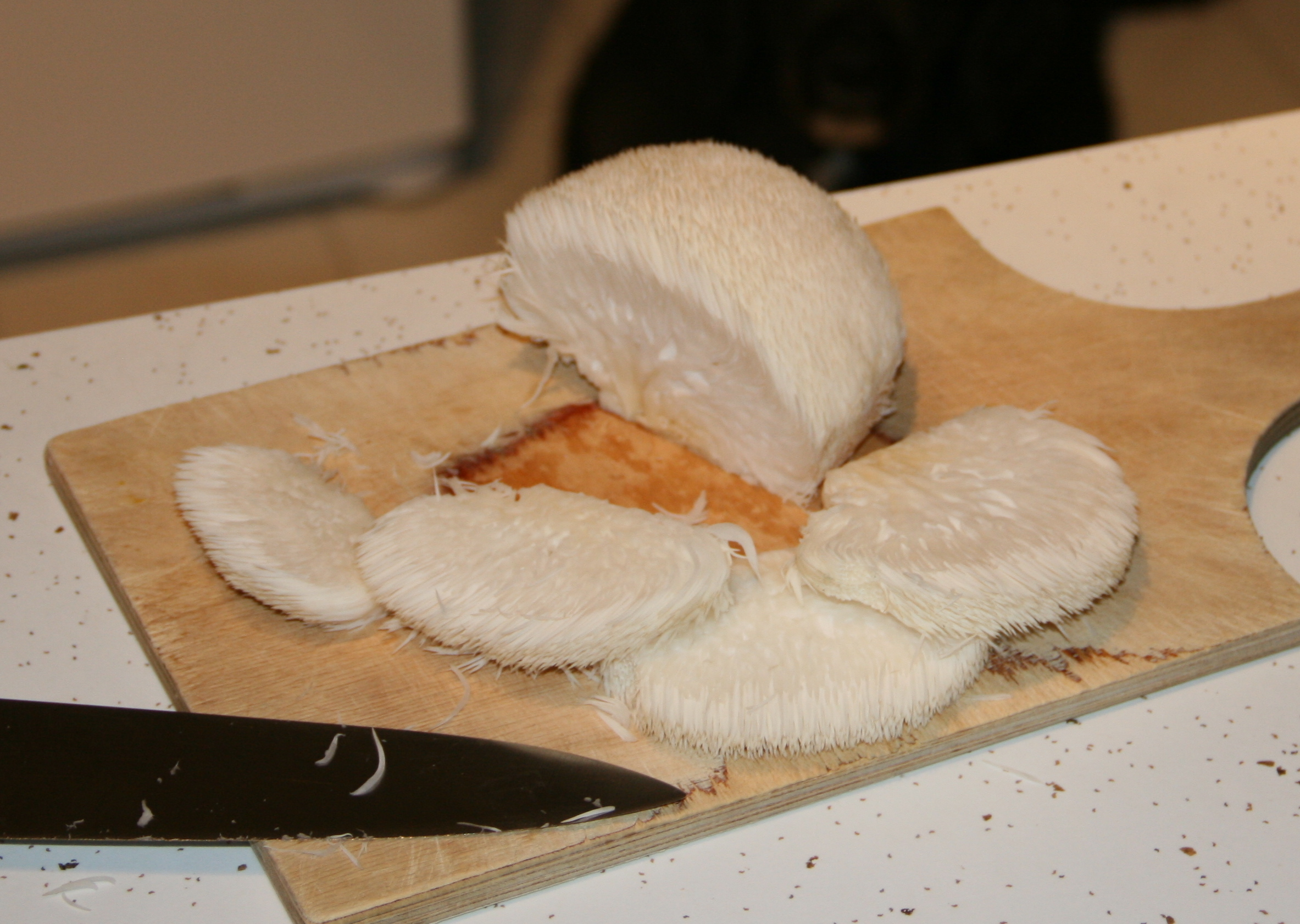
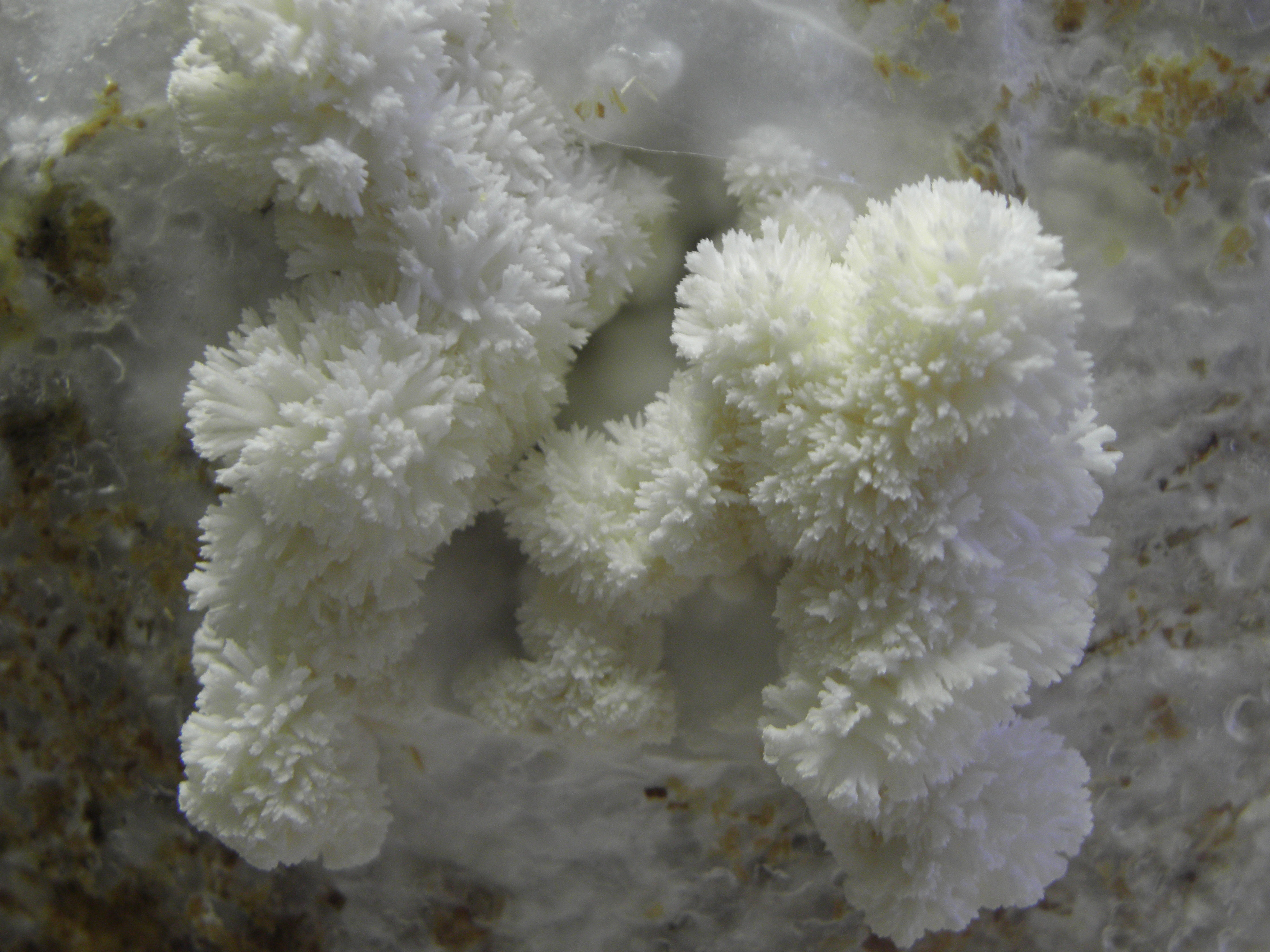
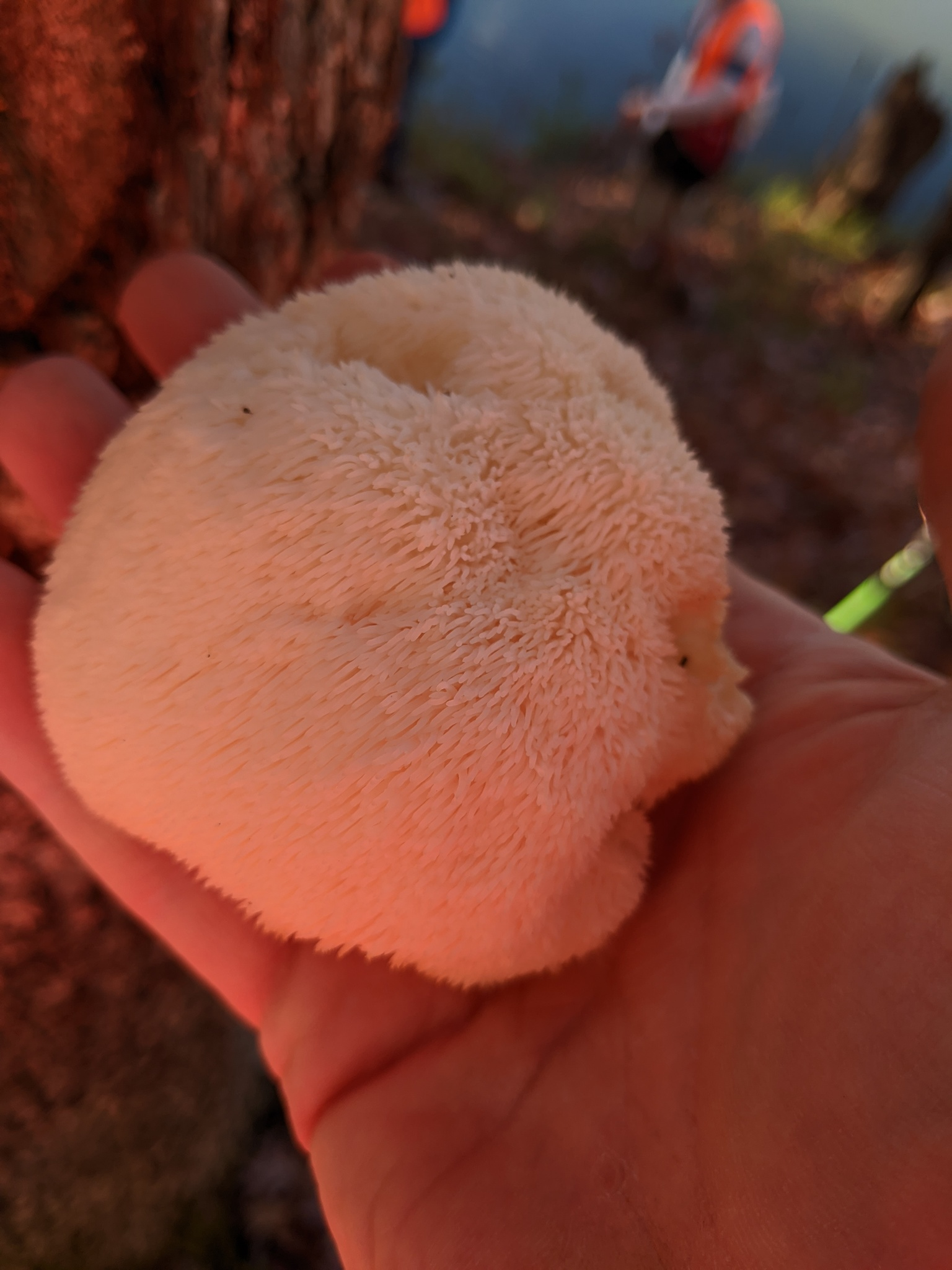
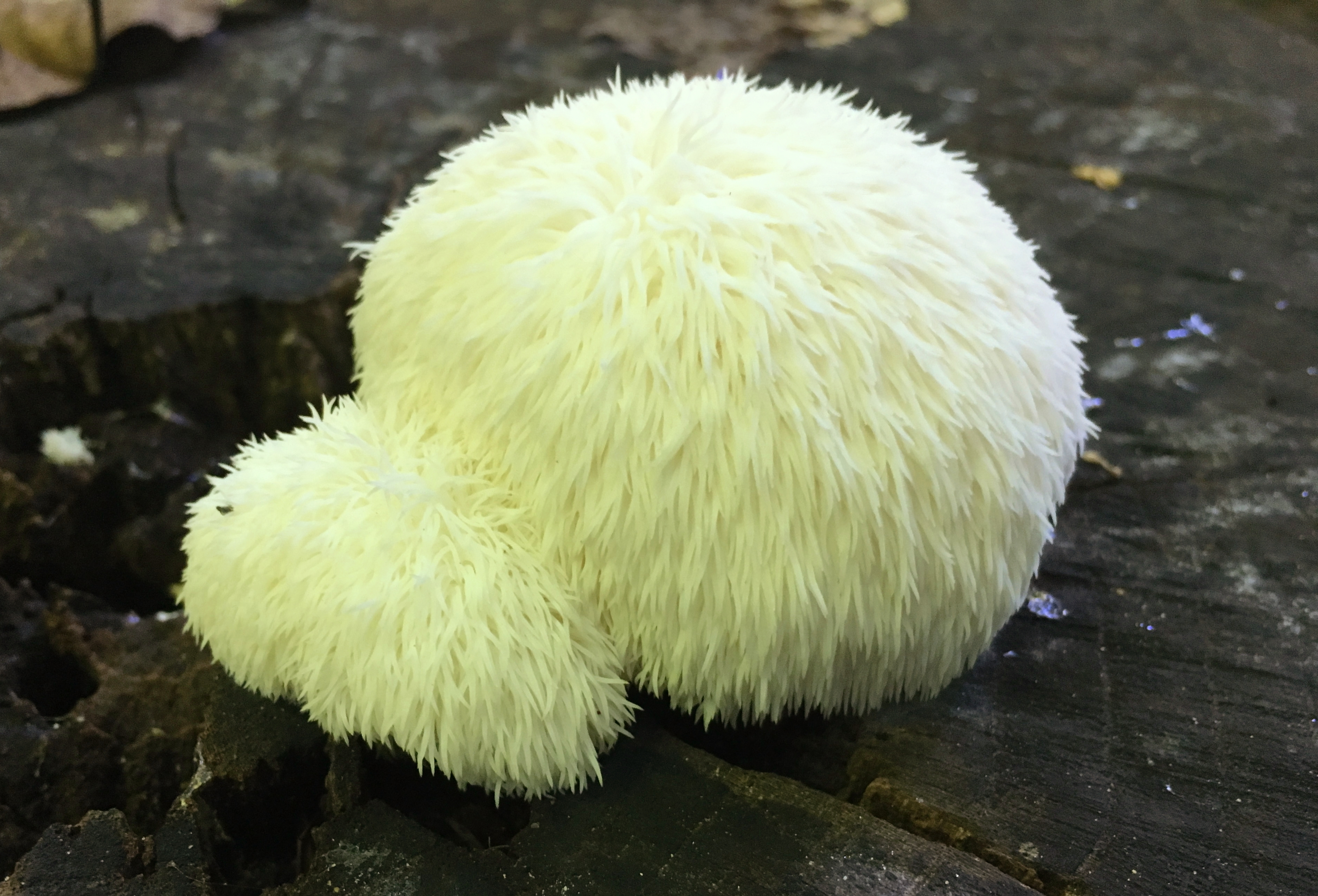

1. ↑  «Reforestation: Traditional Methods Have to Change». The Sierra Forest Voice. 8 (2). 2015. Consultado em 6 de dezembro de 2021. Arquivado do original em 4 de abril de 2023
2. 1 2  «Lion's mane mushroom». Drugs.com. 15 de janeiro de 2001. Consultado em 15 de janeiro de 2001. Arquivado do original em 15 de janeiro de 2001
3. 1 2 3  Sokół, Sławomir; Golak-Siwulska, Iwona; Sobieralski, Krzysztof; Siwulski, Marek; Górka, Katarzyna (29 de janeiro de 2016). «Biology, cultivation, and medicinal functions of the mushroom Hericium erinaceum». Acta Mycologica (em inglês). 50 (2). ISSN 2353-074X. doi:10.5586/am.1069. Consultado em 26 de novembro de 2020. Cópia arquivada em 4 de abril de 2023
4. 1 2  Wald, Paul; Pitkkänen, Sini; Boddy, Lynne (15 de janeiro de 2001). «Interspecific interactions between the rare tooth fungi Creolophus cirrhatus, Hericium erinaceus and H. coralloides and other wood decay species in agar and wood». Mycological Research. 108 (12): 1447–1457. ISSN 0953-7562. PMID 15757181. doi:10.1017/s0953756204001340. Consultado em 15 de janeiro de 2001. Cópia arquivada em 5 de abril de 2023
5. ↑  Davis, R. Michael; Sommer, Robert; Menge, John A. (2012). Field Guide to Mushrooms of Western North America. Berkeley: University of California Press. pp. 280–281. ISBN 978-0-520-95360-4. OCLC 797915861. Consultado em 25 de maio de 2021. Cópia arquivada em 3 de junho de 2022
6. ↑  Distribution, ecology and status of 51 macromycetes in Europe: results of the ECCF Mapping Programme. [S.l.]: European Council for the Conservation of Fungi. 2015. ISBN 978-90-823525-5-9. OCLC 922038479. Consultado em 26 de novembro de 2020. Cópia arquivada em 21 de abril de 2023
7. ↑  Sokół, Sławomir; Golak-Siwulska, Iwona; Sobieralski, Krzysztof; Siwulski, Marek; Górka, Katarzyna (29 de janeiro de 2016). «Biology, cultivation, and medicinal functions of the mushroom Hericium erinaceum». Acta Mycologica (em inglês). 50 (2). ISSN 2353-074X. doi:10.5586/am.1069. Consultado em 26 de novembro de 2020. Cópia arquivada em 4 de abril de 2023
8. ↑  Ginns, J. (1 de setembro de 1985). «Hericium in North America: cultural characteristics and mating behavior». Canadian Journal of Botany (em inglês). 63 (9): 1551–1563. ISSN 0008-4026. doi:10.1139/b85-215. Consultado em 26 de novembro de 2020. Cópia arquivada em 4 de abril de 2023
9. ↑  McCracken, F. I. (1970). «Spore Production of Hericium erinaceus». Phytopathology. 60 (11). 1639 páginas. doi:10.1094/Phyto-60-1639. Consultado em 26 de novembro de 2020. Cópia arquivada em 4 de abril de 2023
10. ↑  «Lion's mane mushroom». Drugs.com. 15 de janeiro de 2001. Consultado em 15 de janeiro de 2001. Arquivado do original em 15 de janeiro de 2001
11. ↑  «Hericium erinaceus - an overview». ScienceDirect. 2016. Consultado em 20 de dezembro de 2022. Arquivado do original em 20 de dezembro de 2022
12. 1 2  «Lion's mane mushroom». Drugs.com. 15 de janeiro de 2001. Consultado em 15 de janeiro de 2001. Arquivado do original em 15 de janeiro de 2001
13. ↑  Boddy, Lynne; Crockatt, Martha E.; Ainsworth, A. Martyn (1 de abril de 2011). «Ecology of Hericium cirrhatum, H. coralloides and H. erinaceus in the UK». Fungal Ecology. Conservation underground: Fungi in a changing world. 4 (2): 163–173. ISSN 1754-5048. doi:10.1016/j.funeco.2010.10.001
14. ↑  Dijkshoorn, L.; Ursing, B.M.; Ursing, J.B. (1 de maio de 2000). «Strain, clone and species: comments on three basic concepts of bacteriology». Journal of Medical Microbiology (em inglês). 49 (5): 397–401. ISSN 0022-2615. PMID 10798550. doi:10.1099/0022-1317-49-5-397
15. ↑  Hassan, F.R.H (2007). «Cultivation of the Monkey Head Mushroom (Hericium erinaceus) in Egypt» (PDF). Journal of Applied Sciences Research. 3 (10): 1229–1233. Consultado em 26 de novembro de 2020. Cópia arquivada (PDF) em 4 de abril de 2023
16. ↑  Gonkhom, Didsanutda; Luangharn, Thatsanee; Hyde, Kevin D.; Stadler, Marc; Thongklang, Naritsada (31 de agosto de 2022). «Optimal conditions for mycelial growth of medicinal mushrooms belonging to the genus Hericium». Mycological Progress (em inglês). 21 (9). doi:10.1007/s11557-022-01829-6
17. ↑  He, Xirui; Wang, Xiaoxiao; Fang, Jiacheng; Chang, Yu; Ning, Ning; Guo, Hao; Huang, Linhong; Huang, Xiaoqiang; Zhao, Zefeng (1 de abril de 2017). «Structures, biological activities, and industrial applications of the polysaccharides from Hericium erinaceus (Lion's Mane) mushroom: A review». International Journal of Biological Macromolecules (em inglês). 97: 228–237. ISSN 0141-8130. PMID 28087447. doi:10.1016/j.ijbiomac.2017.01.040. Consultado em 26 de novembro de 2020. Cópia arquivada em 11 de maio de 2023
18. ↑  Hassan, F.R.H (2007). «Cultivation of the Monkey Head Mushroom (Hericium erinaceus) in Egypt» (PDF). Journal of Applied Sciences Research. 3 (10): 1229–1233. Consultado em 26 de novembro de 2020. Cópia arquivada (PDF) em 4 de abril de 2023
19. ↑  He, Xirui; Wang, Xiaoxiao; Fang, Jiacheng; Chang, Yu; Ning, Ning; Guo, Hao; Huang, Linhong; Huang, Xiaoqiang; Zhao, Zefeng (1 de abril de 2017). «Structures, biological activities, and industrial applications of the polysaccharides from Hericium erinaceus (Lion's Mane) mushroom: A review». International Journal of Biological Macromolecules (em inglês). 97: 228–237. ISSN 0141-8130. PMID 28087447. doi:10.1016/j.ijbiomac.2017.01.040. Consultado em 26 de novembro de 2020. Cópia arquivada em 11 de maio de 2023
20. ↑  Nguyen, Bich Thuy Thi; Ngo, Nghien Xuan; Le, Ve Van; Nguyen, Luyen Thi; Tran, Anh Dong; Nguyen, Lam Hai Thi (19 de outubro de 2018). «Identification of Optimal Culture Conditions for Mycelial Growth and Cultivation of Monkey Head Mushrooms (Hericium erinaceus (Bull.: fr.) Pers)». Vietnam Journal of Agricultural Sciences (em inglês). 1 (2): 117–126. ISSN 2588-1299. doi:10.31817/vjas.2018.1.2.01. Consultado em 26 de novembro de 2020. Cópia arquivada em 4 de abril de 2023
21. ↑  Sokół, Sławomir; Golak-Siwulska, Iwona; Sobieralski, Krzysztof; Siwulski, Marek; Górka, Katarzyna (29 de janeiro de 2016). «Biology, cultivation, and medicinal functions of the mushroom Hericium erinaceum». Acta Mycologica (em inglês). 50 (2). ISSN 2353-074X. doi:10.5586/am.1069. Consultado em 26 de novembro de 2020. Cópia arquivada em 4 de abril de 2023
22. 1 2  Nguyen, Bich Thuy Thi; Ngo, Nghien Xuan; Le, Ve Van; Nguyen, Luyen Thi; Tran, Anh Dong; Nguyen, Lam Hai Thi (19 de outubro de 2018). «Identification of Optimal Culture Conditions for Mycelial Growth and Cultivation of Monkey Head Mushrooms (Hericium erinaceus (Bull.: fr.) Pers)». Vietnam Journal of Agricultural Sciences (em inglês). 1 (2): 117–126. ISSN 2588-1299. doi:10.31817/vjas.2018.1.2.01. Consultado em 26 de novembro de 2020. Cópia arquivada em 4 de abril de 2023
23. ↑  Boddy, Lynne; Crockatt, Martha E.; Ainsworth, A. Martyn (1 de abril de 2011). «Ecology of Hericium cirrhatum, H. coralloides and H. erinaceus in the UK». Fungal Ecology. Conservation underground: Fungi in a changing world. 4 (2): 163–173. ISSN 1754-5048. doi:10.1016/j.funeco.2010.10.001
24. ↑  He, Xirui; Wang, Xiaoxiao; Fang, Jiacheng; Chang, Yu; Ning, Ning; Guo, Hao; Huang, Linhong; Huang, Xiaoqiang; Zhao, Zefeng (1 de abril de 2017). «Structures, biological activities, and industrial applications of the polysaccharides from Hericium erinaceus (Lion's Mane) mushroom: A review». International Journal of Biological Macromolecules (em inglês). 97: 228–237. ISSN 0141-8130. PMID 28087447. doi:10.1016/j.ijbiomac.2017.01.040. Consultado em 26 de novembro de 2020. Cópia arquivada em 11 de maio de 2023
25. ↑  «Lion's mane mushroom». Drugs.com. 15 de janeiro de 2001. Consultado em 15 de janeiro de 2001. Arquivado do original em 15 de janeiro de 2001
26. ↑  Davis, R. Michael; Sommer, Robert; Menge, John A. (2012). Field Guide to Mushrooms of Western North America. Berkeley: University of California Press. 29 páginas. ISBN 978-0-520-95360-4. OCLC 797915861. Consultado em 25 de maio de 2021. Cópia arquivada em 3 de junho de 2022
27. ↑  Grace, Jeanne; Mudge, Kenneth W. (2015). «Production of Hericium sp. (Lion's Mane) mushrooms on totem logs in a forest farming system». Agroforestry Systems (em inglês). 89 (3): 549–556. ISSN 0167-4366. doi:10.1007/s10457-015-9790-1. Consultado em 26 de novembro de 2020. Cópia arquivada em 4 de abril de 2023
28. ↑  Royse, Daniel J. (29 de julho de 2010). «Speciality Mushrooms and Their Cultivation». Horticultural Reviews: 59–97. ISBN 978-0-470-65062-2. doi:10.1002/9780470650622.ch2. Consultado em 6 de novembro de 2020
29. ↑  Mau, Jeng-Leun; Lin, Hsiu-Ching; Ma, Jung-Tsun; Song, Si-Fu (26 de novembro de 2020). «Non-volatile taste components of several speciality mushrooms». Food Chemistry (em inglês). 73 (4): 461–466. doi:10.1016/S0308-8146(00)00330-7. Consultado em 26 de novembro de 2020. Cópia arquivada em 24 de março de 2022